# والدین (فیلم)
«والدین» (انگلیسی: Parents (film)) فیلمی در ژانر کمدی ترسناک به کارگردانی باب بالابان است که در سال ۱۹۸۹ منتشر شد. از بازیگران آن می‌توان به رندی کواید، مری بت هرت، سندی دنیس، دبورا راش، و وین رابسن اشاره کرد.